# Thérèse Hahl
Alexandra Theresia (Thérèse) Hahl, född Decker 25 oktober 1842 i Helsingfors, död där 21 oktober 1911, var en finländsk sångerska. Hon var gift med Taavi Hahl. 
Hahl anlitades som solist av bland andra Fredrik Pacius. Hon tillhörde Vårföreningen, vilken bildades på initiativ av Zacharias Topelius och kallats "Finlands första damkör".  Hon fortsatte efter maken utgivningen av Sävelistö (3–8). Som körrepetitör i Helsingfors uppmärksammades hon av Jean Sibelius, som 1902 skrev en körsång till hennes ära.